# Dorota Bobrecka-Jamro
Dorota Zofia Bobrecka-Jamro – polska agronom, dr hab. nauk rolniczych, profesor Instytutu Nauk Rolniczych, Ochrony i Kształtowania Środowiska, Kolegium Nauk Przyrodniczych Uniwersytetu Rzeszowskiego.

## Życiorys
W 1980 obroniła pracę doktorską, w 1989 habilitowała się na podstawie pracy zatytułowanej Podstawy rejonizacji roślin strćczkowych w rejonie Polski południowo-wschodniej. 16 lutego 1998 uzyskała tytuł profesora nauk rolniczych. Została zatrudniona na stanowisku profesora zwyczajnego w Instytucie Zarządzania i Marketingu Państwowej Wyższej Szkole Zawodowej im. ks. Bronisława Markiewicza w Jarosławiu, w Katedrze Przedsiębiorczości i Kształtowania Terenów Zieleni na Wydziale Przedsiębiorczości Wyższej Szkole Inżynieryjnej i Ekonomicznej, oraz w Katedrze Produkcji Roślinnej na Wydziale Biologicznym i Rolniczym Uniwersytetu Rzeszowskiego.
Awansowała na stanowisko kierownika w Katedrze Przedsiębiorczości i Kształtowania Terenów Zieleni na Wydziale Przedsiębiorczości Wyższej Szkole Inżynieryjnej i Ekonomicznej, a także w Katedrze Produkcji Roślinnej na Wydziale Biologicznym i Rolniczym Uniwersytetu Rzeszowskiego.
Była członkiem Zespołu Odwoławczego Polskiej Komisji Akredytacyjnej i Komitetu Uprawy Roślin Polskiej Akademii Nauk, oraz specjalistą Komitetu Nauk Agronomicznych PAN.
Jest profesorem w Instytucie Nauk Rolniczych, Ochrony i Kształtowania Środowiska, Kolegium Nauk Przyrodniczych Uniwersytetu Rzeszowskiego.

## Odznaczenia i wyróżnienia
- Nagroda Rektora Akademii Rolniczej w  Krakowie (wielokrotnie)[2]
- 1982, 1999: Nagroda Ministra Edukacji Narodowej[2]
- 1998: Medal Zasłużony dla Rolnictwa[2]
- 1998: Medal Komisji Edukacji Narodowej[2]
- 2001: Złoty Krzyż Zasługi[3]